# Bai Hua (poète)
Ne doit pas être confondu avec Bai Hua.
Bai Hua (柏桦), né le janvier 1956 à Chongqing (Sichuan), est un poète chinois.

## Biographie
Après avoir fait des études d'anglais à l'Institut des langues étrangères de Canton, il a passé un master sur les tendances littéraires occidentales à l'Université du Sichuan.
Il est considéré comme une figure centrale du  mouvement de poésie de la littérature post-obscure (post-"Misty") dans les années 1980.
Son premier recueil de poèmes, Expression 《表达》 (1988), a rencontré un succès critique immédiat.
Après un silence de plus d'une décennie, il a recommencé à écrire de la poésie en 2007 et a remporté le prix Rougang de poésie.
Écrivain prolifique en prose et en textes critiques, Bai Hua est également récipiendaire du Prix de poésie Anne Kao.
Il vit actuellement à Chengdu, (Sichuan), où il est professeur à l'Université Jiaotong du Sud-ouest.

## Œuvres

### Œuvres publiées en français
- À demain désespoir, traduit par Yvonne André, You Feng, 2013  (ISBN 978-2-84279-578-8)

### Œuvres publiées en anglais
- Wind Says (Jintian) (édition bilingue), traduit par Fiona Sze-Lorrain, ZephyrPress, 2012  (ISBN 978-0-983297-06-2)